# Кодзима, Ясухико
Ясухико Кодзима (яп. 児島 泰彦; 1 сентября 1918, Сака — 12 июня 1945, Окинава) — японский пловец. Участник летних Олимпийских игр 1936 года.

## Биография
Ясухико Кодзима родился 1 сентября 1918 года в японском посёлке Сака.
Начал заниматься плаванием во время учёбы в старшей школе в Хиросиме. В 1936 году поступил в университет Кэйо в Минато.
Семь раз становился чемпионом Японии в плавании на спине на дистанциях 50 метров (1938—1940), 100 метров (1935—1936, 1938) и 200 метров (1935).
В 1936 году вошёл в состав сборной Японии на летних Олимпийских играх в Берлине. На дистанции 100 метров на спине выиграл четвертьфинал, стал 3-м в полуфинале, в финале занял 6-е место, показав результат 1 минута 10,4 секунды и уступив 4,5 секунды завоевавшему золото Адольфу Киферу из США.
Участвовал во Второй мировой войне в составе военно-морских сил Японии в авиационном корпусе Окинавы.
Погиб 12 июня 1945 года в бою в ходе битвы за Окинаву во время банзай-атаки.